# Iapetus
Iapetus, unul dintre titani, era fiul zeilor Uranus și  Gaia. A avut mai mulți copii cu oceanida Clymene: pe Atlas, Epimeteu, Menoetius și Prometeu. După multe peripeții, înfrânt în lupta cu olimpienii, Iapetus a fost doborât de Zeus în Tartar.